# Markvippach
Markvippach ist eine Gemeinde im Landkreis Sömmerda in Thüringen. Sie gehört der Verwaltungsgemeinschaft Gramme-Vippach an, die ihren Verwaltungssitz in der Gemeinde Schloßvippach hat.

## Geografie
Markvippach liegt an der Vippach im Thüringer Becken, Bachstedt als Ortsteil der Gemeinde an den nordwestlichen Ausläufern des Ettersberges.

## Geschichte
Erstmals wurde der Ort im Jahr 802 urkundlich erwähnt. Sämtliche Erwähnungen aus dieser Zeit können jedoch nicht zweifelsfrei einem bestimmten Siedlungsort zugeordnet werden. Die zusätzliche Ortsbezeichnung „Mark“ zum Namensstamm Vippach ist erstmals in einer erhaltenen Urkunde für das Jahr 1221 nachweisbar. Eine Deutung des Namens erklärt ihn verstümmelnd aus Sanct-Margarethenvitpeche, woraus dann Martvippeche wurde. Im Rechts- und Sachinhalt einer Urkunde des Ernestinischen Gesamtarchivs wird unter Urkunden-Nr. 4311 ein villicus Albertus de Marctvipeche als landgräflicher Richter genannt.
Markvippach wuchs aus einem Ober- und einem Unterdorf zusammen. Der Ort war zeitweise der Sitz der Herren von Schloßvippach, neben diesen hatten auch die Vitzthume von Eckstedt hier ein Rittergut. Die zwei Rittergüter wurden später vereinigt. Erstmals 1387 erwähnt wurde eine mittelalterliche, von einem Graben umgebene Herrenburg. Sie wurde dann um 1620 umgebaut. Schräg gegenüber diesem Alten Schloss (der „Wasserburg“) errichtete man nach einem Brand des Vorgängerbaues 1812 ein Neues Schloss. Dessen Torfahrt und überdachter Durchgang stammten noch von 1780. Nach den Herren von Drachenfels, deren Linie 1644 ausstarb, waren die Herren von Leutsch Besitzer der Wasserburg, denen die von Miltitz und von Kellner folgten.
Der adlige Ort gehörte ab Mitte des 17. Jahrhunderts zum Amt Großrudestedt, welches ab 1672 Teil des Herzogtums Sachsen-Eisenach war und 1741 zu Sachsen-Weimar-Eisenach kam. Seit 1850 gehörte der Ort zum Verwaltungsbezirk Weimar des Großherzogtums Sachsen-Weimar-Eisenach.
Während des Zweiten Weltkrieges mussten 95 Frauen und Männer aus Polen, Jugoslawien, Russland und der Ukraine in der Landwirtschaft Zwangsarbeit verrichten.
Markvippach lag ab Juli 1945 in der SBZ, später der DDR, und machte entsprechend alle gesellschaftlichen Veränderungen mit, die sich daraus ergaben. In beiden Schlössern wurden Flüchtlingsfamilien aus den Ostgebieten untergebracht. Danach wurde auf der Grundlage des Befehls 209 der SMAD das Neue Schloss abgerissen. Auf dem Gelände befindet sich heute das kulturelle Zentrum des Ortes. In das Alte Schloss (Wasserburg) zog die LPG ein, welche die Räume teilweise als Ställe nutzte.
Nach der Wiedervereinigung wurden die ältesten Gebäude des Dorfes – die evangelische Pfarrkirche Sankt Andreas sowie das Alte Schloss – vor dem Verfall gerettet. Die um 1500 errichtete und 1992 baupolizeilich gesperrte Kirche wird nach jahrelanger Restaurierung wieder für Gottesdienste verwendet. Im Alten Schloss, das in desolatem Zustand 1992 von dem Architekten Roland Dix erworben und in den nachfolgenden Jahren wiederhergestellt worden ist, wurde durch einen Pächter ein Restaurant eingerichtet. Ab 2011 stand die frühere Wasserburg wieder leer. 2014 erwarb die Erfurter Unternehmerin Marion Krauße den Bau und saniert ihn nach dem jahrelangen Leerstand, wie auch das Außengelände.
Nördlich von Markvippach wurden Windkraftanlagen errichtet und bestimmen dort das Landschaftsbild.
Markvippach liegt am Laura-Radweg, der auf der Trasse der früheren Laura-Bahn verläuft. Die Gleise wurden 1946 als Reparationsleistung in die Sowjetunion verbracht.

## Wappen
Im Jahr 2011 hat der Gemeinderat den Auftrag zur Entwicklung eines eigenen Wappens an Manfred Fischer aus Unterwellenborn gegeben und einen der vorgelegten Entwürfe, nach einer kleinen Bürgerbefragung im Internet, als offizielles Wappen bestätigt. In das neue Wappen wurde das heraldische Symbol für die Vippach als blaues Band eingebracht, die Namensgebung der Herren von Vippach und der dazu bekannten Sage wird durch den Falken widergespiegelt, der überwiegend landwirtschaftliche Bezug durch die Ähre und Bachstedt wird erwähnt durch die ehemals sächsisch-weimarische Zugehörigkeit der Güter und die Farben Gold-Schwarz als Ausschnitt unter der Ähre.

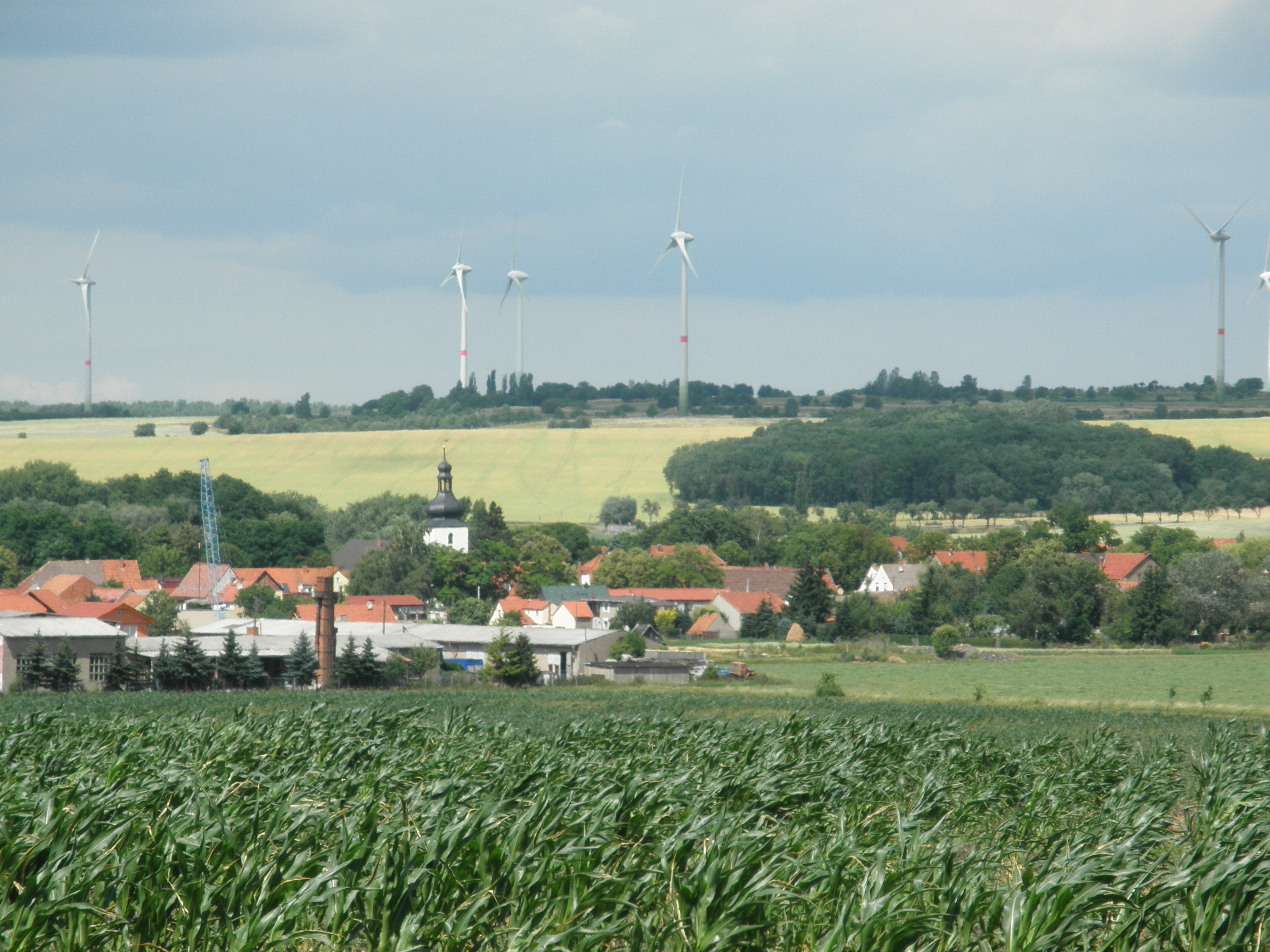
Markvippach von Süden (2010)
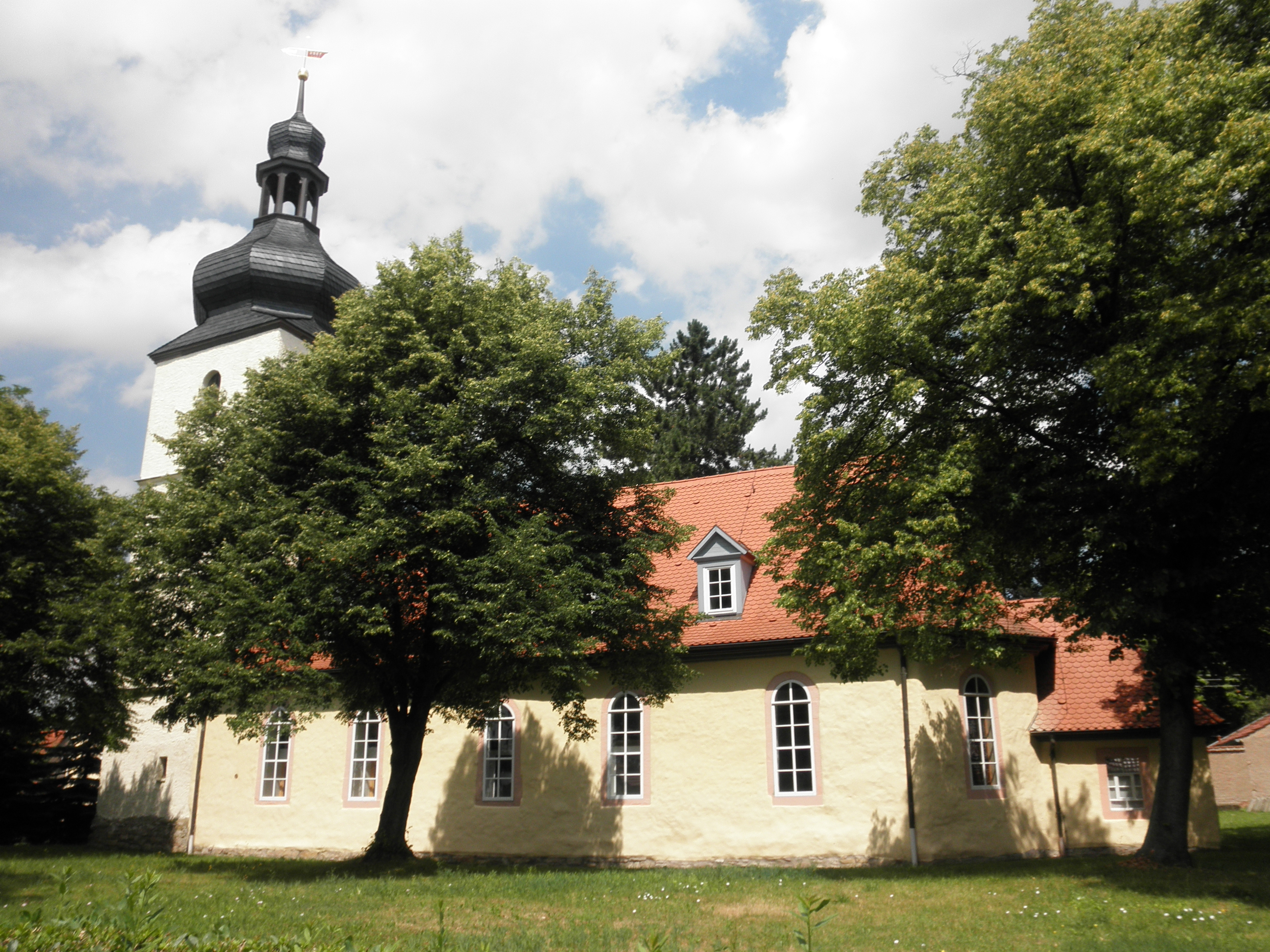
Kirche St. Andreas in Markvippach
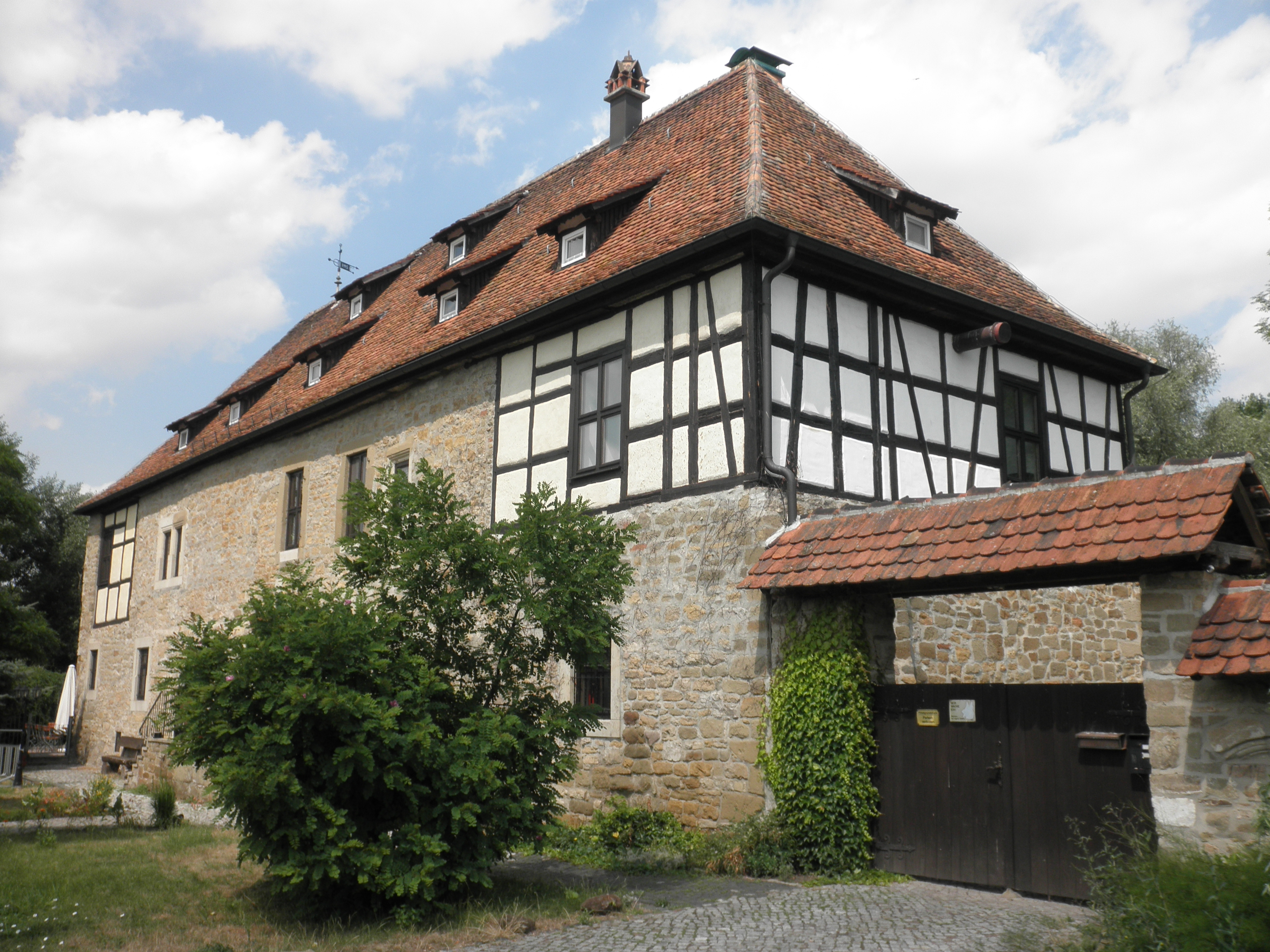
Schloss in Markvippach
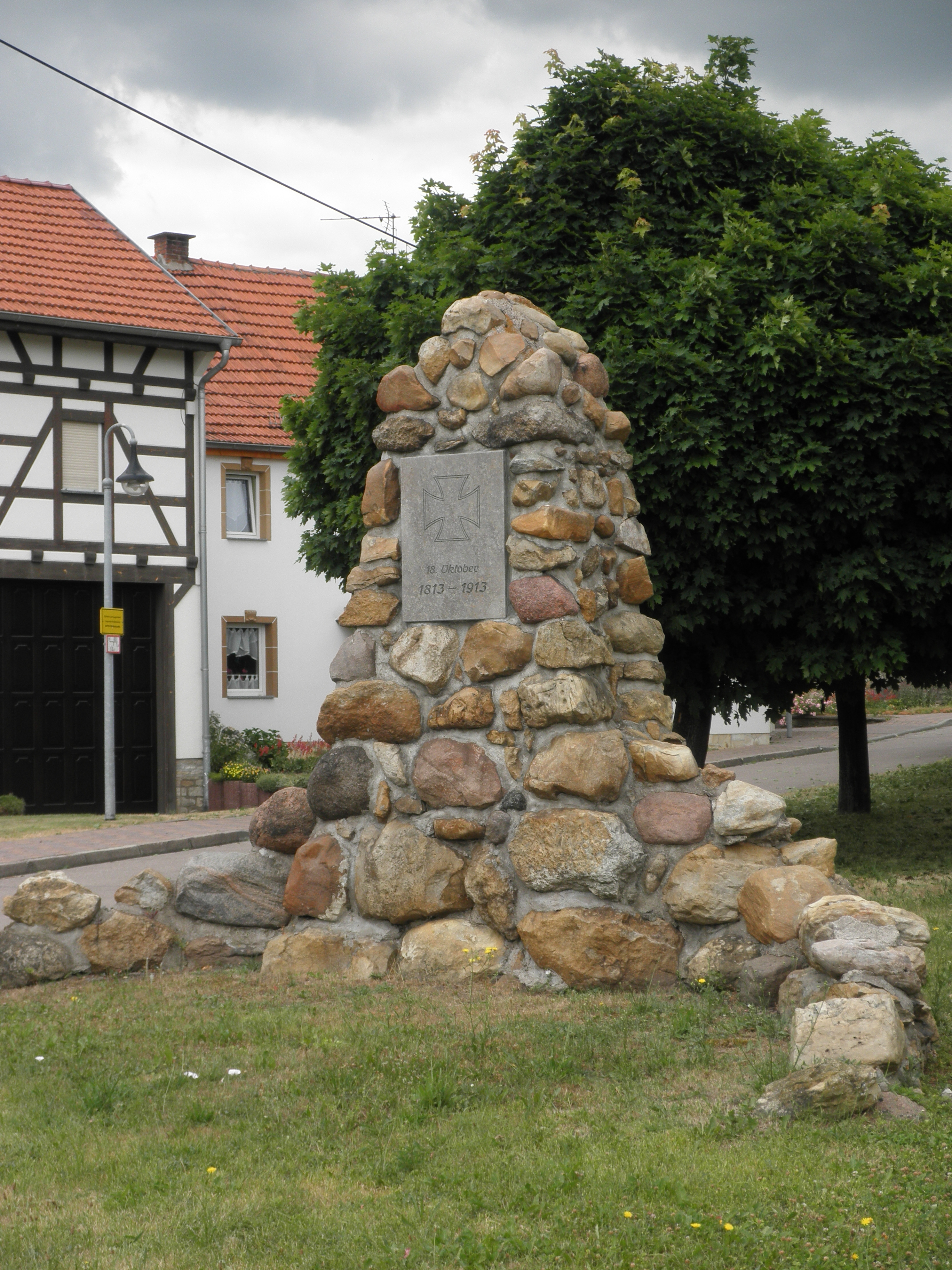
Denkmal von 1913 für die Siege 1813 über Napoleon

## Kultur und Sehenswürdigkeiten

### Bauwerke
- Altes Schloss oder Wasserburg Markvippach: zweigeschossiger Bruchsteinbau unter Walmdach, teilweise mit Fachwerk ergänzt. Noch Ende des 19. Jahrhunderts war die Burg von einem Wassergraben umgeben und über eine schmale Steinbrücke zugänglich. Das jetzige Gebäude stammt von 1620 und wurde nach 1992 eingehend saniert. Restaurant.
- Pfarrkirche Sankt Andreas: um 1500 errichtet, nach der Wende aufwendig restauriert

## Politik

### Gemeinderat
Der Gemeinderat aus Markvippach setzt sich aus 8 Ratsfrauen und Ratsherren zusammen.
- CDU: 3 Sitze (−2)
- FWG: 3 Sitze (+1)
- LINKE: 2 Sitze (+1)

(Stand: Kommunalwahl am 25. Mai 2014)

### Bürgermeister
Die ehrenamtliche Bürgermeisterin Jeannine Zeuner (parteilos) wurde am 26. Mai 2018 gewählt.

## Persönlichkeiten
- Ernst Leißling (1883–1979), Sonderschulpädagoge, Heimatforscher und Braillist